# Win32-loader
Win32-loader — компонент Debian-Installer 'а, який запускається на ОС Windows і має можливість завантажити актуальний установник або через мережу (як версія використовується в goodbye-microsoft.com) або з CD-ROM (як версія, включена в lenny CD images).
win32-loader народився як незалежний проєкт, для якого була доступна тільки мережева версія.
win32-loader сильно залежить від таких проєктів як NSIS, GRUB 2, loadlin і Debian-Installer. Крім того, він був створений під впливом таких проєктів як Wubi і Instlux.

## Особливості
- Автоматично визначає x86-64 сумісну архітектуру і вибирає x86-64 реліз Debian-а.
- Виявляє ряд параметрів із середовища Windows (часовий пояс, налаштування проксі і т. д.), і передає їх Debian Installer так що користувачеві не доведеться вибрати їх.
- Переклад на 28 мов. Вибрана мова відображається для користувача і прозоро передається в Debian Installer.

## Аналогічні проєкти
- Topologilinux: використовує coLinux для запуску на Windows
- Instlux, включених в OpenSUSE з випуску 10.3
- Wubi
- UNetbootin